# Monsieur Gainsbourg revisited
Monsieur Gainsbourg revisited est un album sorti en 2006 regroupant des reprises en anglais de certains succès de Serge Gainsbourg.
La plupart des réadaptations ont été faites par Boris Bergman et Paul Ives.

## Titres
1. A song for Sorry Angel, réinterprétation de Sorry Angel par le groupe pop-rock Franz Ferdinand et la chanteuse britannique Jane Birkin, ancienne compagne de Gainsbourg.
2. I love you (me either), réinterprétation de Je t'aime, moi non plus par la chanteuse américaine Cat Power et l'ex-mannequin Karen Elson, femme de Jack White.
3. I just came to tell you that I'm going, réinterprétation de Je suis venu te dire que je m'en vais, par Jarvis Cocker, ex-leader de Pulp en duo avec Kid Loco, un musicien trip-hop français.
4. Requiem for Anna, réinterprétation de Un jour comme un autre, par le groupe trip-hop Portishead.
5. Requiem for a jerk, réinterprétation de Requiem pour un con par Brian Molko de Placebo et Françoise Hardy, sur une musique électronique de Faultline.
6. L'hôtel, réinterprétation de L'hôtel particulier, par Michael Stipe chanteur de R.E.M..
7. Au revoir Emmanuelle, réinterprétation de Goodbye Emmanuelle par le musicien trip-hop Tricky.
8. Lola R. for ever, réinterprétation de Lola Rastaquouere, par Marianne Faithfull et le groupe jamaïcain Sly and Robbie.
9. Boomerang 2005, réinterprétation de Comme un boomerang par la chanteuse canadienne Feist et Dani (pour qui la chanson avait été écrite), sur une musique du multi-instrumentiste canadien Gonzales.
10. Boy Toy, réinterprétation de I'm the Boy par Marc Almond, chanteur de Soft Cell et Trash Palace, producteur français de Placebo.
11. The ballad of Melody Nelson, réinterprétation de la Ballade de Melody Nelson par Placebo et Trash Palace (Dimitri Tikovoï).
12. Just a man with a job, réinterprétation du Poinçonneur des Lilas par le groupe pop-rock The Rakes.
13. I call it art, réinterprétation de La chanson de Slogan par le duo garage-rock The Kills.
14. Those little things, réinterprétation de Ces petits riens, par l'ex-mannequin Carla Bruni.